# Балка Царегол
Балка Царегол — балка (річка) в Україні у Веселинівському й Березівському районах Миколаївської й Одеської областей. Ліва притока річки Цареги (басейн Чорного моря).

## Опис
Довжина балки 11 км, похил річки 3,6 м/км, площа басейну водозбору 204 км², найкоротша відстань між витоком і гирлом — 8,61 км, коефіцієнт звивистості річки — 1,25. Формується декількома струмками та загатами. В переважній більшості балка пересихає.

## Розташування
Бере початок на південно-східній стороні від села Новосвітлівка. Тече переважно на південний захід через село Основа і на північно-східній стороні від села Ряснопіль впадає в річку Царегу, яка впадає в Тилігульський лиман.

## Цікаві факти
- У XX столітті на балці існували водокачка, молочно, -птице-тваринні ферми (МТФ, ПТФ) та газова свердловина[2], а у XIX столітті — скотний двір, колонії та хутори[1].